# Citroën DS
El Citroën DS, también apodado Citroën Sapo o Citroën Tiburón, es un vehículo del segmento E producido por el fabricante Citroën entre los años 1955 y 1975 para competir contra el Renault Fregate, superándolo en tecnología y diseño. Dotado con una revolucionaria carrocería concebida por el italiano Flaminio Bertoni, el DS es conocido tanto por su aspecto futurista y su tecnología innovadora, como por su suspensión hidroneumática con corrector automático de altura.
El DS incorporó avances que llegarían a extenderse a toda la industria del automóvil, tales como la comodidad de conducción, la seguridad y la eficacia del frenado. Fue el primer coche producido en serie equipado con suspensión hidroneumática, así como con frenos de disco. La Serie 3 de 1967 también introdujo por primera vez los faros direccionales en un coche producido en serie.
Durante los 20 años en los que se fabricó, Citroën vendió 1,5 millones de unidades de este automóvil. El DS consiguió el tercer puesto en el certamen del Automóvil del Siglo, en el que se reconocieron los diseños automovilísticos con más influencia, y también fue nombrado el coche más bello de la historia por la revista Classic & Sports Car.

## Historia
Tras 18 años de desarrollo en secreto como el sucesor del 11 Ligero, su revolucionaria concepción fue el fruto del trabajo conjunto del diseñador industrial italiano Flaminio Bertoni y del ingeniero aeronáutico francés André Lefèbvre, siendo Paul Magès el encargado de desarrollar el sistema de autonivelación hidroneumático. Robert Opron diseñó la renovación de la Serie 3 de 1967.
El DS 19 fue presentado el 5 de octubre de 1955 en el Salón del Automóvil de París. La llamativa apariencia del coche y su ingeniería novedosa, captaron la atención del público y de la industria automovilística esa misma noche. En los primeros 15 minutos de la presentación, se hicieron 743 pedidos, y al finalizar el primer día ya llegaban a los 12.000, un récord que se mantuvo durante más de 60 años, hasta que fue superado por el Tesla Model 3, que recibió 180.000 pedidos en el primer día de su presentación en marzo de 2016. El precio original de un ID19 de 1959 era de 2.833 dólares (29 611 en dólares de 2023). 

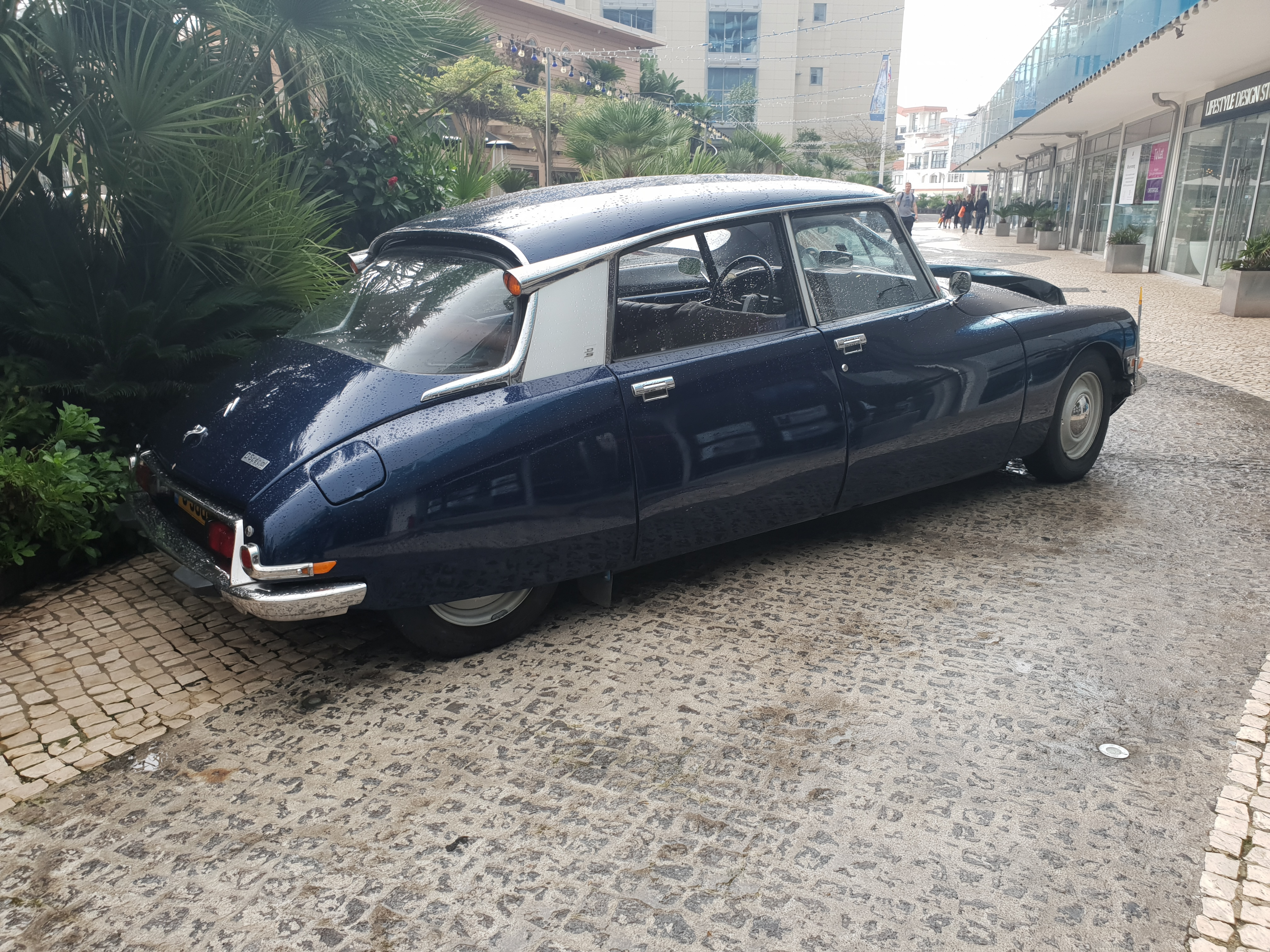
Citroën Tiburón aparcado en la calle

Lejos de ser solo una tecnología fascinante en busca de un objetivo, los periodistas contemporáneos alabaron efusivamente al DS, afirmando que conseguía el mejor rendimiento posible en la marcha y la maniobrabilidad teniendo en cuenta el motor relativamente modesto que montaba.

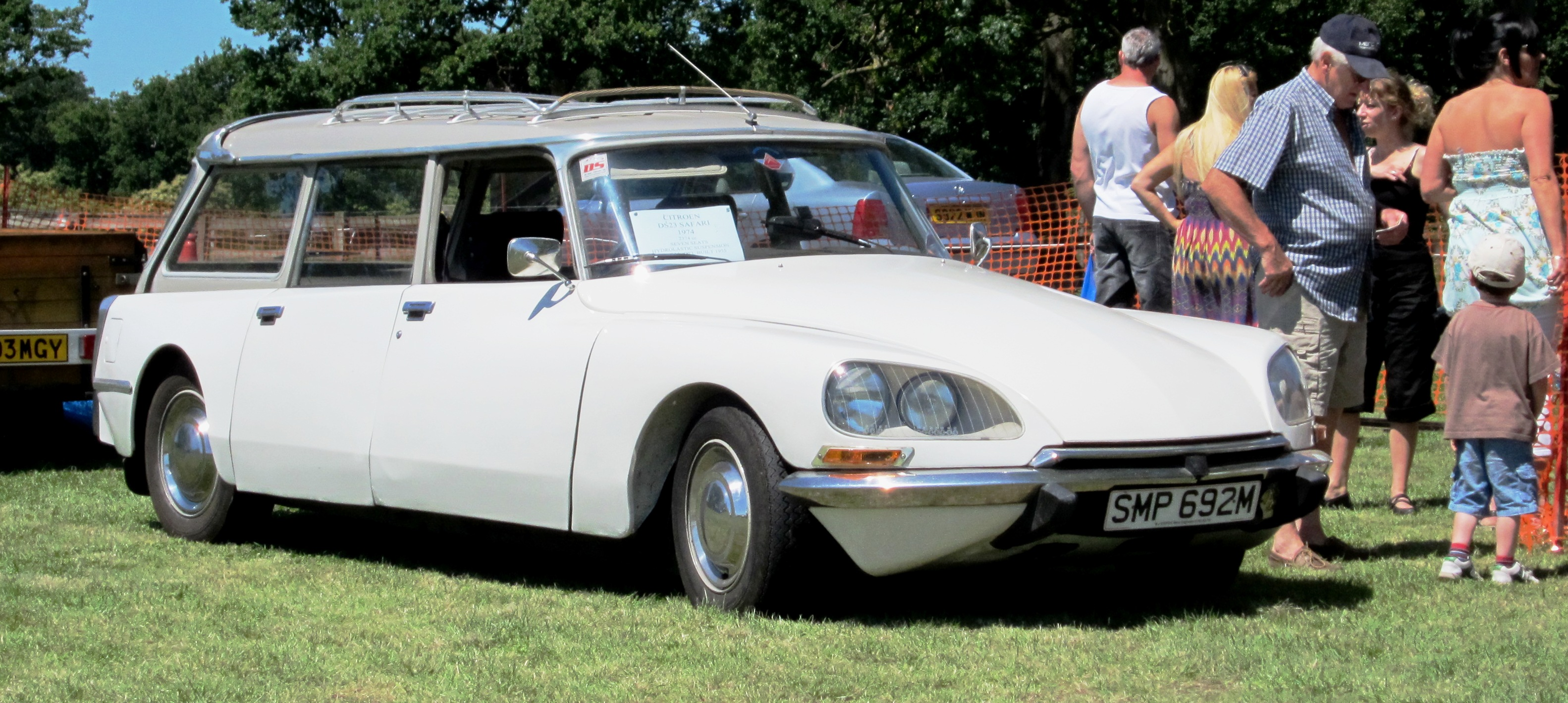
Citroën DS 23 Familiar (1974)

Para una Francia aún en plena reconstrucción tras la devastación provocada por la Segunda Guerra Mundial, y que también estaba redefiniendo su identidad en el mundo poscolonial, el DS era un símbolo del ingenio francés. El coche se distribuyó a numerosos territorios en todo el mundo.

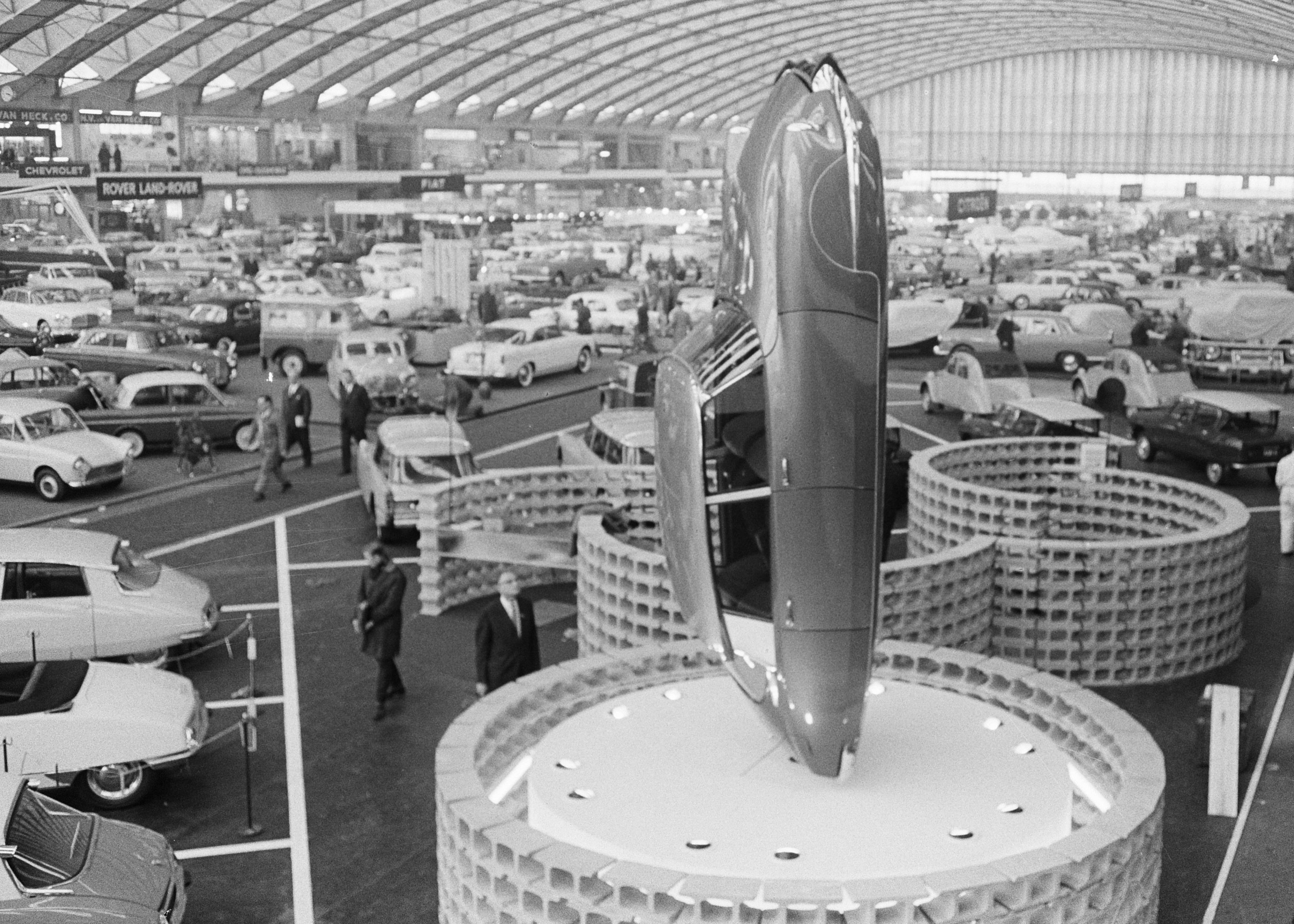
En el Salón Internacional del Automóvil de Ámsterdam de 1963, Citroën presentó una carrocería del DS con forma de escultura, erguida como un cohete, sobre una plataforma giratoria

También sugirió la relevancia de la nación en la era espacial, durante la carrera tecnológica global desarrollada a lo largo del período de la Guerra Fría. El filósofo estructuralista Roland Barthes, en un ensayo sobre el coche, dijo que parecía como si hubiera "caído del cielo". Un anuncio estadounidense resumió este argumento de venta: "Se necesita una persona especial para conducir un coche especial".
Al ser propiedad del fabricante de neumáticos Michelin, Citroën había diseñado sus coches desde 1948 en torno al neumático radial (un producto tecnológicamente superior cuando apareció, inventado por la firma francesa), y el DS no fue la excepción.
El coche utilizaba una suspensión de doble horquilla con brazos en forma de L delante y una suspensión con brazo de arrastre detrás, combinando ambos sistemas con la novedosa suspensión hidroneumática. El avanzado sistema hidráulico del coche incluía la autonivelación automática y la altura de conducción ajustable por el conductor, desarrolladas internamente por Paul Magès. Esta suspensión permitía al DS circular con rapidez por las carreteras en mal estado, comunes entonces en Francia.
Además, el vehículo contaba con dirección asistida y transmisión semiautomática (la transmisión no requería pedal de embrague, pero las marchas debían cambiarse manualmente, y estaba controlaba por un servomotor con un mecanismo hidráulico en lugar de por un varillaje mecánico). Contaba con un techo de plástico reforzado con vidrio que bajaba el centro de gravedad y, por lo tanto, reducía la transferencia de peso. Los frenos de disco delanteros internos (así como la suspensión independiente) redujeron el peso no suspendido. Los diferentes anchos de vía delanteros y traseros redujeron la carga desigual de los neumáticos, lo que, como es bien sabido, favorece el subviraje, comportamiento típico de los coches con motor delantero y tracción delantera. Aunque los frenos de disco ya se habían probado en un coche en 1902 por el fabricante británico Lanchester, la producción en serie no se aplicó hasta 1949, por el fabricante estadounidense de utilitarios Crosley, pero sin éxito. El Citroën DS fue el primer coche de producción en serie que introdujo con éxito frenos de disco.
Además, en su lanzamiento, el DS incorporó el innovador sistema de rueda de fijación central, que utilizaba un tornillo Allen cautivo como fijación central, mientras que una protuberancia hexagonal transfería la tracción a un hueco correspondiente en la rueda. Esto permitía cambiar la rueda rápidamente en caso de pinchazo y resultó ser una ventaja en las competiciones automovilísticas.
Su elevado precio, sin embargo, afectó a las ventas generales, en un país que aún se estaba recuperando de la Segunda Guerra Mundial. Así, en 1957, se presentó un modelo más económico, el Citroën ID, que compartía la plataforma del DS, pero era más tradicional en su mecánica. Una versión familiar, la ID Break, fue lanzada en 1958.
El diseño original, obra del italiano Flaminio Bertoni y del ingeniero aeronáutico francés André Lefèbvre, fue renovado en 1967 por Robert Opron con la Serie 3, cambiando sus faros redondos por faros ovalados direccionales. Esta versión del automóvil es la más conocida y emblemática. Citroën produjo 1.455.746 unidades del coche en seis países, de los cuales 1.330.755 se fabricaron en la factoría principal de Citroën, situada en el Quai de Javel (actualmente Quai André-Citroën), en París.
Como el resto de los coches franceses, el diseño del DS estaba lastrado por el sistema de potencia fiscal, y hubo que asignarle motores de cilindrada reducida. A diferencia del 11 Ligero, no hubo un modelo de gama alta con un motor de seis cilindros de gran potencia. Pero a pesar de la aceleración algo pausada producida por su pequeño motor de cuatro cilindros, el DS fue exitoso tanto en el ámbito de los deportes automovilísticos como en los rallies, donde dominan las velocidades sostenidas en superficies de escasa adherencia, imponiéndose en el Rally de Monte Carlo en las ediciones de los años 1959 y 1966.
El DS obtuvo el quinto puesto en la lista de "Los 100 coches más atractivos" realizada por la revista Automobile Magazine en el año 2005. También fue nombrado el coche más bello de todos los tiempos por la revista Classic & Sports Car, tras una encuesta realizada a 20 diseñadores de coches de renombre, entre los que se encontraban Giorgetto Giugiaro, Ian Callum, Roy Axe, Paul Bracq, y Leonardo Fioravanti.

## Connotaciones de los nombresDSeIDen francés
Los nombres DS e ID son juegos de palabras en francés. «DS» se pronuncia exactamente como déesse (literalmente, «diosa»), mientras que «ID» se pronuncia como idée («idea»). Además, el género femenino de ambas palabras coincide con el género también femenino en francés de la palabra «voiture» («automóvil»).

## Competiciones deportivas
Entre 1959 y 1974, los Citroën DS cosecharon numerosos éxitos en el Campeonato de Europa de Rally (Campeonato Mundial de Rallys después de 1973), con victorias en rallys de gran prestigio y repercusión como el de Monte Carlo y el de Finlandia. De igual manera, tuvieron notables actuaciones en pruebas de resistencia, y un prolongado dominio en campeonatos nacionales de rallyes de distintos países europeos.
Después de su victoria en 1959, el DS volvió a ganar el Rally de Montecarlo en 1966, aunque no sin cierta controversia, ya que el competitivo equipo de la BMC, que corría con varios Mini-Cooper, fue descalificado por infracciones del reglamento. Irónicamente, un Mini volvió a cruzarse con el DS dos años después: un conductor borracho al volante de un Mini chocó contra el DS que lideraba la Maratón Londres-Sídney de 1968, cuando el Citroën estaba a tan solo a 158 km de alcanzar la línea de meta.
|      |                                       |               |
| Año  | Rally                                 | Coche ganador |
| 1959 | Rally de Montecarlo                   | Citroën DS    |
| 1961 | Rally de Córcega                      | Citroën DS    |
| 1962 | Rallye de los 1000 Lagos              | Citroën DS    |
| 1963 | Rally de Córcega                      | Citroën DS    |
| 1966 | Rally de Montecarlo                   | Citroën DS    |
| 1969 | Rally de Portugal                     | Citroën DS    |
| 1969 | Rally de Marruecos                    | Citroën DS    |
| 1970 | Rally de Marruecos                    | Citroën DS    |
| 1974 | Rally intercontinental Wembley-Múnich | Citroën DS    |

En el Rally 1000 Lagos de 1962, Pauli Toivonen condujo un DS19 hasta la victoria, y Robert Neyret ganó el Rally de Marruecos en 1969 y 1970 en un DS 21. El DS siguió siendo competitivo en el exigente Rally de la Copa del Mundo Londres-Sáhara-Múnich de 1974, donde se impuso a otros 70 coches, de los cuales solo 5 completaron la prueba.

## Innovación técnica: sistemas hidráulicos

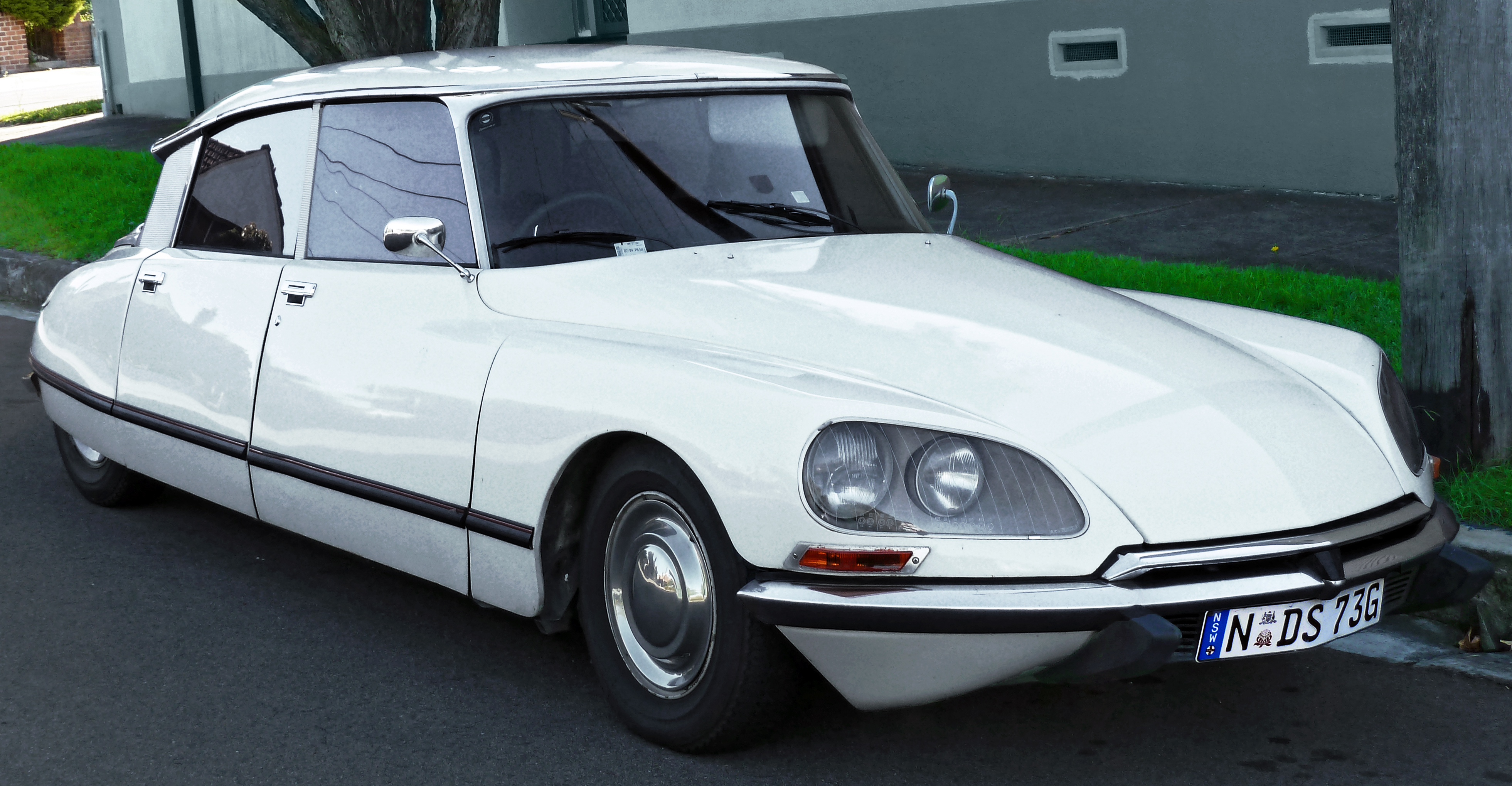
En reposo, el Citroën DS se hundía lentamente hasta su posición más baja, a medida que el sistema hidráulico accionado por el motor se despresurizaba

En los coches convencionales, el sistema hidráulico solo se utiliza en los frenos y en la dirección asistida. En el DS, también se utilizaba para la suspensión, el embrague y la transmisión. El ID19 de 1957, más económico, contaba con dirección manual y un sistema de servofreno simplificado. Una bomba accionada por el motor presurizaba el sistema cerrado hasta alcanzar 17,2 MPa.
En una época en la que pocos vehículos de pasajeros tenían suspensión independiente en las cuatro ruedas, la incorporación del sistema hidráulico al coche permitió disponer de una suspensión autonivelante, una innovación notable. Esta suspensión permitía al DS lograr una maniobrabilidad precisa con una conducción de calidad muy alta, a menudo comparada con una "alfombra mágica".
La suspensión hidroneumática se había introducido por primera vez el año anterior en la parte trasera de otro Citroën, el Traction Avant tope de gama.

## Reemplazo del DS
El DS mantuvo sus ventas y fue competitivo en los mercados durante todo su período de fabricación. Su año de mayor producción fue 1970. Ciertos elementos de diseño, como la cabina algo estrecha, la palanca de cambios montada en la columna del volante y los guardabarros separados de la carrocería, comenzaron a parecer algo anticuados en la década de 1970.
Citroën invirtió enormes recursos en el diseño y en el lanzamiento de un vehículo completamente nuevo en 1970, el Citroën SM, que era, en realidad, un DS completamente modernizado, con una longitud similar, pero mayor anchura. La caja de cambios manual era una unidad del DS modificada. Los frenos de disco delanteros tenían el mismo diseño. Los ejes, cojinetes de rueda, manguetas de dirección y componentes hidráulicos eran piezas procedentes del DS o ligeramente modificadas.
Sin embargo, el SM tenía un propósito distinto al de reemplazar el diseño del DS de 15 años atrás: su objetivo era lanzar a Citroën al segmento del mercado de los coches de gran turismo de lujo, un sector completamente nuevo para la marca. Equipado únicamente con un costoso y exótico motor Maserati, el SM era más rápido y mucho más caro que el DS. Pero sobre todo, no fue diseñado para ser un sedán práctico de 4 puertas adecuado para un uso familiar, el mercado clave para vehículos de este tipo en Europa. Normalmente, la mayoría de los fabricantes lanzaban modelos con carrocería cupé en series cortas, basándose en piezas compartidas con una berlina existente, no como modelos únicos. Un ejemplo de aquella época es el Mercedes-Benz SLC (C107). BMW seguía una estrategia similar: un sedán mediano (Serie 5), un cupé grande (Serie 6) y un sedán grande (Serie 7) compartían componentes básicos.
El elevado precio del SM y la limitada utilidad de la configuración de asientos de un cupé 2+2, impidieron que, tal como estaba concebido, pudiera sustituir al DS. Si bien la inversión en diseño permitió reemplazar al DS por dos modelos, un DS moderno y el CX, más pequeño, este último se convertiría en el coche familiar o ejecutivo en la gama de modelos de Citroën.
El último DS salió de la línea de producción el 24 de abril de 1975. Citroën acumuló un inventario de aproximadamente ocho meses de la versión familiar/Safari del DS, para continuar las ventas hasta el otoño de 1975, cuando se presentó la versión familiar del CX.

## Desarrollo
El DS mantuvo su tamaño y forma, con paneles de carrocería fácilmente desmontables, pero se produjeron cambios de diseño. Durante los 20 años de producción, se realizaron mejoras continuas.

### Modelo económico: el ID 19 (1957-69)
El DS19 de 1955 era un 65 % más caro que el coche al que sustituyó, el Citroën Traction Avant. Esto afectó a sus ventas potenciales, en un país que todavía se recuperaba económicamente de la Segunda Guerra Mundial, por lo que en 1957 se introdujo un submodelo más económico, el Citroën ID.

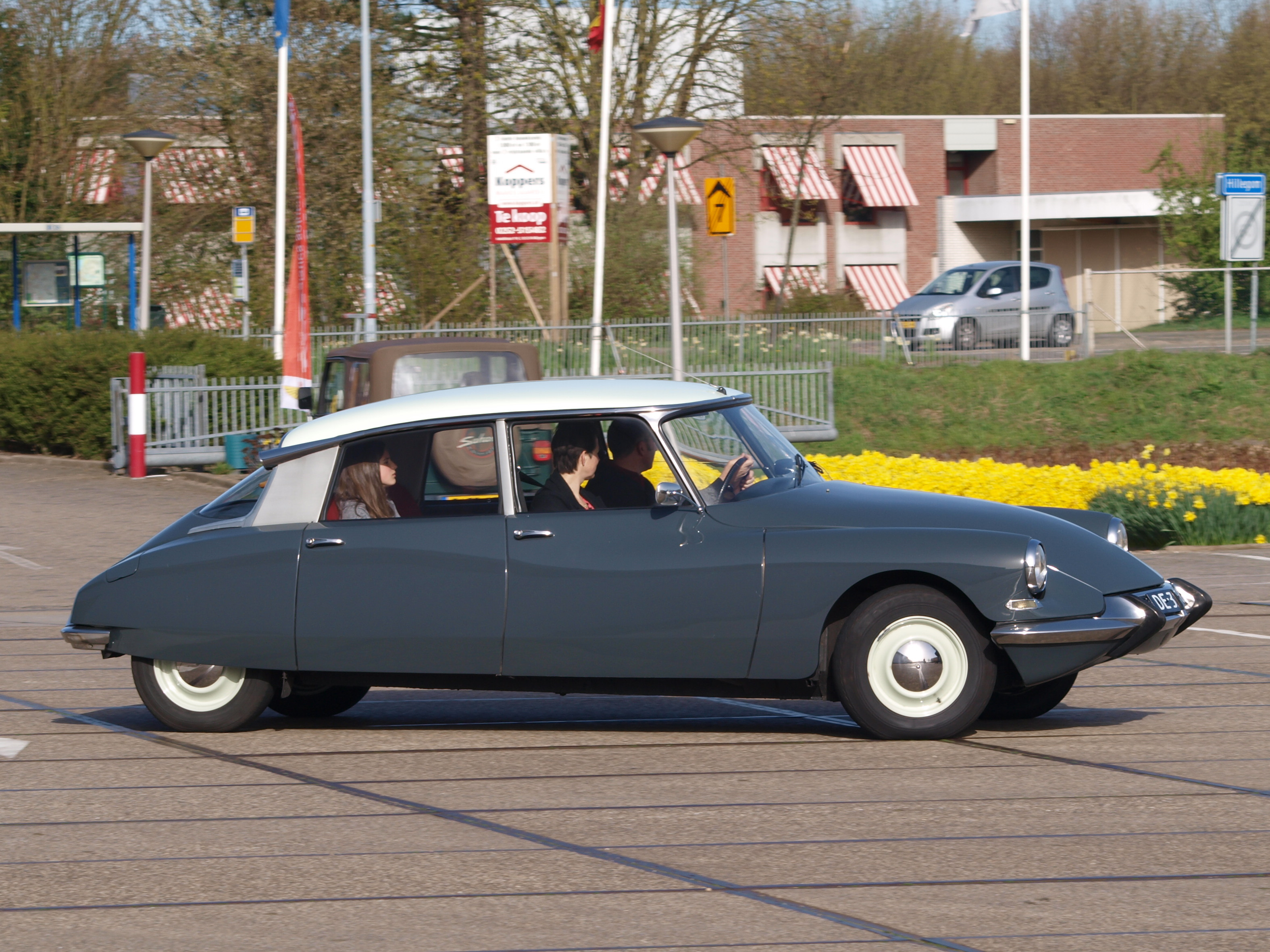
Citroën ID19B de 1967

El ID compartía la carrocería del DS, pero era menos potente y lujoso. Aunque tenía la misma cilindrada del motor que el DS (en ese momento, 1911 cc), el rendía una potencia máxima de tan solo 69 caballos (51,5 kW), en comparación con los 75 caballos (55,9 kW) del DS19. La diferencia de la potencia se acentuó aún más en 1961, cuando el DS19 incorporó un carburador Weber-32 de doble cuerpo, y la creciente disponibilidad de combustible de mayor octanaje permitió al fabricante aumentar la relación de compresión de 7,5:1 a 8,5:1. El nuevo DS19 ofrecía 83 caballos (61,9 kW).
El modelo económico también era más tradicional en cuanto a mecánica: carecía de dirección asistida y contaba con transmisión y embrague convencionales, en lugar del sistema hidráulico del DS. Inicialmente, el ID19 básico se vendió en el mercado francés con un coste aproximadamente un 25 % menor que el del modelo DS, aunque el diferencial se redujo a finales de 1961, cuando el fabricante retiró el ID19 "Normale". La versión familiar, el "ID Break", se introdujo en 1958.

### D Spécial y D Super (1970-75)
El ID fue reemplazado por el D Spécial y el D Super en 1970, que mantuvieron la especificación más baja de la gama. El D Super estaba disponible con el motor DS21 de 2175 cc y una caja de cambios de 5 velocidades, y se denominó "D Super 5".

### Serie 2: rediseño del frontal en 1962
En septiembre de 1962, el DS fue rediseñado con un frontal aerodinámicamente más eficiente, mejor ventilación y otras mejoras. Mantuvo la apariencia de dos faros abiertos, pero estaba disponible con un juego opcional de luces de carretera montadas en los guardabarros delanteros. Todos los modelos de la gama cambiaron el diseño del frontal al mismo tiempo, incluyendo los modelos ID y familiar.

### Serie 3: rediseño del frontal en 1967 con faros direccionales
A finales de 1967, para el modelo del año 1968, el DS y el ID fueron rediseñados de nuevo por Robert Opron, quien también diseñó el SM de 1970 y el CX de 1974. Esta versión tenía un diseño de los faros más aerodinámico, que contaba con cuatro faros bajo dos cubiertas de cristal liso, que se orientaban automáticamente con el giro del volante. Esta característica era especialmente útil en carreteras con curvas pronunciadas al conducir de noche a velocidades elevadas. Los faros direccionales estaban conectados al sistema de la dirección de las ruedas mediante un sistema de cables.
Detrás de cada lente de la cubierta de cristal, el faro de luz de carretera interior giraba hasta 80° con el volante, proyectando el haz en la trayectoria deseada (en lugar de cruzar inútilmente la carretera en tramos con curvas de pequeño radio). Así mismo, los faros de cruce exteriores se autonivelaban, ajustándose al cabeceo causado por la aceleración y el frenado.
Dado que esta función no estaba permitida en los Estados Unidos (véase Foro Mundial para la Armonización de la Reglamentación sobre Vehículos), para el mercado estadounidense se fabricó una versión con cuatro faros fijos y sin cubierta de cristal.
Aunque ya se había visto un faro direccional en el Tucker 48 "Torpedo" de 1948, Citroën fue el primer fabricante en comercializar los faros adaptativos en masa.

### Nuevo fluido hidráulico "verde"
El sistema hidroneumático original utilizaba un aceite vegetal (líquido hidráulico vegetal, LHV), pero posteriormente se cambió a un aceite sintético (líquido hidráulico sintético, LHS). Ambos tenían la desventaja de ser hygroscopic. La falta de uso permitía la entrada de agua en los componentes hidráulicos, lo que provocaba su deterioro, lo que se traducía en un mantenimiento costoso. La dificultad con el fluido hidráulico higroscópico se agravó en el DS/ID debido a las subidas y bajadas bruscas del nivel del depósito, que pasaba de casi lleno a casi vacío cuando la suspensión se extendía al máximo y los seis acumuladores del sistema se llenaban de fluido. Con cada inhalación de aire fresco cargado de humedad (y polvo), el fluido absorbía más agua.
Para el modelo del año 1967, Citroën introdujo un nuevo fluido basado en un aceite mineral, denominado LHM («líquido hidráulico mineral»). Este fluido era mucho menos agresivo para el sistema hidráulico del coche.
El LHM requería materiales completamente diferentes para las juntas. Usar cualquiera de los dos fluidos en el sistema incorrecto destruiría por completo las juntas hidráulicas muy rápidamente. Para evitar este problema, Citroën añadió fluoresceína al fluido del LHM y pintó todos los elementos hidráulicos de color verde brillante. Las piezas aptas para el fluido LHS anteriores se pintaron de negro.
Todos los modelos, incluyendo los familiares y el ID, se actualizaron simultáneamente. El fluido hidráulico original se cambió al LHM (técnicamente superior) en todos los mercados, excepto en EE. UU. y Canadá, donde el cambio no se realizó hasta enero de 1969, debido a las regulaciones locales.

## Ventas y producción internacionales
El DS se fabricó principalmente en la factoría del Quai André-Citroën de París, con otras plantas de producción en el Reino Unido, Sudáfrica, la antigua Yugoslavia (principalmente para ambulancias de emergencia) y Australia.
Australia construyó su propia variante D en la década de 1960 en la localidad de Heidelberg (Victoria), identificada como ID 19 "Parisienne". Los coches para el mercado australiano incluían opciones de serie, como el "DSpecial DeLuxe", que no estaban disponibles en los modelos europeos.
Hasta 1965, los coches británicos se ensamblaban en las instalaciones del fabricante en Slough, al oeste de Londres, utilizando una combinación de conjuntos de piezas preparadas de fabricación francesa y componentes de origen local, algunos de ellos mecanizados in situ. Un sistema eléctrico francés sustituyó al británico en los coches de Slough en 1962, lo que dio lugar a la adopción de una conexión a tierra negativa de tipo continental. Un modelo intermedio entre el DS y el ID, denominado «DW», se introdujo en el mercado británico en 1963, con transmisión manual y un embrague de pedal más sencillo, conservando el motor, la dirección asistida y el servofreno del DS. Fuera del Reino Unido, este modelo se conocía como «DS19M». Cuando el motor de 1985 cc reemplazó al original de 1911 cc en septiembre de 1965, los DS con transmisión manual fabricados en Slough pasaron a llamarse "DS19A".
La fábrica de Slough se cerró el 18 de febrero de 1966 y, a partir de entonces, los coches para el mercado británico se importaron completamente ensamblados desde la planta francesa de la compañía. Los coches de fabricación británica se distinguen por sus asientos de cuero, salpicaderos de madera (primeros modelos ID19) o de plástico de una sola pieza (primeros modelos DS19), soporte cromado para la matrícula en el parachoques delantero y (en los coches anteriores a 1962) sistema eléctrico de fabricación Lucas. Todos estos coches estaban equipados con el "volante a la inglesa".
El DS se fabricó y se vendió en Sudáfrica de 1959 a 1975.
También se vendió en Japón, pero en este caso los modelos se fabricaron en Francia, con el volante colocado para circular por la izquierda.

## El DS en Norteamérica
El DS se vendió en Norteamérica desde 1956 hasta 1972. A pesar de su popularidad en Europa y del reconocimiento que la prensa automovilística estadounidense le dio a su diseño, no tuvo buenas ventas en los Estados Unidos, y apenas mejor en Canadá. Aunque se promocionaba como un coche de lujo, carecía de las características básicas que los compradores estadounidenses esperaban encontrar en un vehículo de este tipo, como transmisión automática, aire acondicionado, elevalunas eléctricos o un motor potente.
El DS se diseñó específicamente para el mercado francés, con impuestos disuasorios para los motores de gran cilindrada y carreteras en mal estado, y no para un mercado donde dichas restricciones no existían.
Un factor que perjudicó aún más las perspectivas del DS al otro lado del Atlántico fue el suministro insuficiente de piezas de recambio para el vehículo. El presentador televisivo estadounidense y popular coleccionista de coches, Jay Leno, describió el suministro esporádico de repuestos como un problema para los clientes de la década de 1970, basándose en sus primeras experiencias trabajando en un concesionario de Citroën en Boston.
Además, el DS era caro: un vehículo con una potencia de 115 HP (86 kW) costaba 4.170 dólares en 1969, cuando por 4.500 dólares se podía comprar un Buick Electra 225 Custom, equipado con un motor de 360 caballos (268 kW). El Electra estaba disponible con transmisión automática, elevalunas eléctricos y un motor mucho más grande (un V8 de 7.040 cc), y no era el único competidor del DS que ofrecía estas características como opción o de serie.
Como resultado del suministro insuficiente de repuestos, la incapacidad de competir con coches más grandes y lujosos que se vendían al mismo precio, y simplemente al no haber sido diseñado para el mercado norteamericano, las ventas del DS fueron mediocres en dicho mercado, alcanzando un total de 38.000 unidades.
En ese momento, las regulaciones estadounidenses también prohibían una de las características más avanzadas del coche: sus faros con lentes de material compuesto y cubiertos con un cristal aerodinámico. Según la legislación de 1940, todos los automóviles vendidos en EE. UU. debían tener faros delanteros redondos de haz sellado, que producían un máximo de 75.000 unidades de potencia luminosa o (73.575 candelas). Los faros delanteros giratorios de vapor de iodo en una ampolla de cuarzo del DS, diseñados para el modelo de 1968, no estaban permitidos por la normativa. Incluso las cubiertas aerodinámicas de los faros, presentes en otros coches como el Jaguar E-Type, eran ilegales y debían retirarse en los Estados Unidos. Los requisitos de los faros de haz sellado no se derogaron hasta 1983, cuando la Ford Motor Company presionó a la administración federal para que se permitieran los faros compuestos.
Sin embargo, las lámparas europeas eran legales en Canadá, incluidos los faros direccionales.
El cambio de fluido hidráulico en 1967 también infringía la normativa estadounidense. El NHTSA sigue el "principio de precaución", también utilizado por la Administración de Alimentos y Medicamentos, de manera que se prohíbe la introducción de innovaciones hasta que sus desarrolladores puedan demostrar su seguridad ante los reguladores. Los fluidos LHV a base de ricino y LHS sintéticos utilizados en los DS del mercado europeo no estaban certificados para su uso en Estados Unidos, donde los coches utilizaban un líquido de frenos convencional. El líquido de frenos (al igual que el LHV y el LHS) es higroscópico y miscible con el agua, de manera que absorbe y se mezcla fácilmente con la humedad. La idea es que, dentro de un circuito hidráulico cerrado, estas propiedades eviten la formación de bolsas de agua no soluble que provoquen corrosión interna en el sistema. El diseño del sistema hidráulico del DS utilizaba mucho más líquido y permitía la entrada de mucho más aire húmedo que un circuito de frenos hidráulico simple, por lo que las propiedades higroscópicas del líquido no impedían la corrosión como se esperaba. El líquido de frenos tampoco proporcionaba la viscosidad y lubricidad adecuadas para la suspensión, el embrague y el mecanismo de cambio de marchas. El líquido LHM de base mineral se diseñó para solucionar estos problemas, pero Citroën estaba obligado a demostrar que el nuevo líquido era seguro para su uso en automóviles antes de poder instalarlo en los coches del mercado estadounidense. La NHTSA tardó hasta enero de 1969 en aprobarlo, por lo que en el mercado estadounidense aproximadamente la mitad de la producción de coches del modelo del año 1969 utiliza el antiguo líquido LHS rojo, y la otra mitad el nuevo líquido LHM verde, ¡ninguno de los cuales era compatible con el otro!

## Variaciones de diseño

### Pallas
En 1965 se introdujo una versión de lujo, el DS Pallas (en honor a la diosa griega Palas Atenea). Este modelo incluía características de confort como un mejor aislamiento acústico, una tapicería más lujosa (con opción de cuero) y detalles exteriores exclusivos. A partir de 1966, el modelo Pallas incorporó un asiento del conductor con ajuste de altura.

### Familiar y Ambulancia
En 1958 se introdujo una versión familiar. Se conocía con diferentes nombres en cada mercado (Break en Francia; Safari y Estate en el Reino Unido; Wagon en EE. UU.; y Safari y Station-Wagon en Australia). Contaba con un techo de acero para soportar la baca estándar. Los modelos "Familiales" contaban con un asiento trasero montado más atrás en la cabina, con tres asientos plegables entre los asientos delanteros y los traseros. El Break estándar contaba con dos asientos laterales en el área de carga principal trasera.
La configuración de la ambulancia era similar a la del Break, pero con un asiento trasero plegable dividido 60/30 para acomodar una camilla. También estuvo disponible una versión "Commerciale" durante un tiempo.
El Safari se utilizó como coche para el rodaje con cámaras, especialmente por la BBC. Su suspensión hidroneumática proporcionaba una plataforma excepcionalmente estable para filmar en movimiento.

### Convertible
El descapotable de fábrica se ofreció desde el verano de 1960 hasta el verano de 1971. Denominado Décapotable Cabriolet d'Usine (convertible de fábrica) fue producido por el carrocero francés Henri Chapron para la red de concesionarios Citroën. Era un coche caro, y solo se vendieron 1.365 unidades. Estos DS convertibles utilizaban un chasis especial reforzado en los largueros y la caja de rodamientos del basculante de la suspensión trasera, similar, pero no idéntico, al del chasis del modelo familiar.
El diseño del descapotable de fábrica fue obra de Flaminio Bertoni, quien comenzó a crear descapotables en 1954. La versión de producción en serie se desarrolló en colaboración con Chapron. La fabricación pasó a manos de Henri Chapron, quien ya venía convirtiendo pequeñas cantidades de DS en descapotables en su planta de París desde 1958. Chapron perseveró con sus propias versiones personalizadas junto con los coches de fábrica, para quienes buscaban algo especial o para permitir la conversión de un sedán existente. Tras el fin de la producción oficial en agosto de 1971, Chapron continuó fabricando pequeñas cantidades del diseño de fábrica para clientes particulares hasta 1977.

### Variaciones de Chapron
Además, Chapron también produjo algunos cupés, descapotables no de fábrica y sedanes especiales (incluido el "Prestige", con la misma distancia entre ejes pero con divisor central, y la carrocería "Lorraine"). También construyó el imponente DS Présidentielle entre 1967 y 1968, según una idea concebida por el departamento de diseño de Citroën. Este coche tenía una longitud de 6,53 metros (21,4 pies), y estaba pensado específicamente para ser más largo que los coches utilizados por los presidentes estadounidenses Johnson y Nixon. Encargado directamente por el presidente Charles de Gaulle, el coche no le gustó debido a su división intermedia y continuó usando principalmente los landaulets DS o los dos Citroën 15/6 H de carrocería especial anteriores, construidos por Franay y Chapron.

### Bossaert cupé
Entre 1959 y 1964, Hector Bossaert produjo un cupé sobre un chasis DS acortado en 18+1/2 de pulgada (47,0 cm). Si bien el frontal permaneció sin cambios, la parte trasera presentaba un estilo notchback.

### The Reactor
En 1965, el fabricante estadounidense de automóviles Gene Winfield creó el "The Reactor", un vehículo formado por un chasis de Citroën DS junto con un motor plano de seis cilindros turboalimentado de 180 HP (182,5 CV), procedente de un Corvair que impulsaba las ruedas delanteras. Dado que el DS ya tenía el motor detrás de las ruedas delanteras, el motor más largo implicaba que el coche solo tuviera una fila de asientos, alojados en una carrocería de aluminio aerodinámica y baja. El Reactor se vio en programas de televisión estadounidenses de la época, como Star Trek: la serie original (episodio 54, "Pan y Circo"), Batman (episodios 110 "Graciosos Felinos"; y 111; siendo conducido por Catwoman, interpretada por Eartha Kitt), y Bewitched, que dedicó su episodio 3.19 ("Supercoche") al Reactor.

### Michelin PLR
El Michelin PLR era un vehículo diseñado para la evaluación de neumáticos, basado en el DS Break. Fabricado en 1972, posteriormente se ha utilizado con fines promocionales.

### Taxi de "Regreso al Futuro II"
Para la película de 1989 "Regreso al Futuro II", los productores crearon un coche volador para representar un taxi típico en el mundo futuro de 2015. Este taxi se basó en el DS.

## Detalles técnicos

### Suspensión
En un sistema de suspensión hidroneumática, cada rueda está conectada, no a un resorte metálico, sino a una unidad de suspensión hidráulica que consiste en un acumulador hidráulico esférico de aproximadamente 12 cm de diámetro que contiene nitrógeno presurizado, un cilindro que contiene un fluido oleohidráulico atornillado a la esfera de suspensión, un pistón dentro del cilindro conectado por palancas a la suspensión misma y una válvula de descarga situada entre el pistón y la esfera. Una membrana en la esfera impedía que el nitrógeno escapara. El movimiento de las ruedas se traducía en un movimiento del pistón, que actuaba sobre el aceite en el cojín de nitrógeno y proporcionaba el efecto de un resorte. La válvula amortiguadora realizaba el papel del amortiguador en las suspensiones convencionales. El cilindro hidráulico era alimentado con fluido hidráulico desde el depósito de presión principal a través de un "corrector de altura", una válvula controlada por la posición media de la barra estabilizadora conectada al eje. Si la suspensión era demasiado baja, el corrector de altura introducía fluido a alta presión. Si la altura era demasiado elevada, el fluido se devolvía al depósito. De esta manera, se mantenía una altura de conducción constante. Un control en la cabina permitía al conductor seleccionar una de las cinco posiciones posibles: altura de conducción normal, dos alturas de conducción ligeramente superiores para terrenos difíciles y dos posiciones extremas para cambiar de rueda. El término más apropiado para describir este sistema, "oleopneumático" (aceite-aire), nunca se generalizó, denominándose de forma general con la palabra "hidroneumático" (agua-aire).
El DS no tenía ni necesitaba gato para elevar el coche del suelo. En su lugar, el sistema hidráulico permitía cambiar las ruedas con la ayuda de un sencillo soporte ajustable. Para cambiar una rueda en caso de pinchazo, se ajustaba la suspensión al máximo, se insertaba el soporte en una clavija especial cerca de la rueda pinchada y se reajustaba la suspensión al mínimo. Entonces, la rueda pinchada quedaba suspendida sobre el suelo, lista para ser cambiada. Este sistema, utilizado también en el SM, fue sustituido en el CX por un gato de tornillo que, tras colocar la suspensión a la posición más alta, permitía elevar el neumático del suelo. El sistema del DS, aunque muy llamativo por su singularidad, a veces hacía que el coche se cayera de forma bastante repentina, especialmente si el caballete no estaba colocado con precisión o el suelo estaba blando o desnivelado.

### Fuente y reserva de presión
La parte central del sistema hidráulico era la bomba de alta presión, que mantenía una presión de entre 130 y 150 bares (12,7 y 14,7 MPa) (1847,8 y 2132,1 psi) en dos acumuladores. Estos acumuladores eran muy similares en construcción a las esferas de la suspensión. Una estaba dedicada a los frenos delanteros, y la otra accionaba los demás sistemas hidráulicos. En los modelos ID más sencillos, los frenos delanteros eran alimentados desde el acumulador principal. Por lo tanto, en caso de fallo hidráulico, el primer indicio sería que la dirección se volvía pesada, seguido de que la caja de cambios dejaba de funcionar, y solo más tarde fallaban los frenos.
Se utilizaban dos bombas hidráulicas diferentes. El DS utiliza una bomba axial de siete cilindros accionada por dos correas, que proporcionaba 175 bares (17,2 MPa; 2487,4 psi) de presión. El ID19, con su sistema hidráulico más sencillo, tenía una bomba monocilíndrica accionada por una excéntrica situada en el árbol de levas.

### Caja de cambios y embrague

#### "Hydraulique" o "Citromatic"
El DS se ofreció inicialmente solo con la caja de cambios "Hydraulique" de cuatro velocidades semiautomática (B.V.H.-"Boîte de Vitesses Hydraulique").
Se trataba de una caja de cambios de cuatro velocidades con embrague, accionada por un controlador hidráulico. Para cambiar de marcha, el conductor movía una palanca situada tras el volante a la siguiente posición y soltaba el acelerador. El controlador hidráulico liberaba el embrague, desacoplaba la marcha anterior, introducía la marcha asignada y volvía a acoplar el embrague. La velocidad de acoplamiento del embrague se controlaba automáticamente, en función de la detección hidráulica de las revoluciones del motor, la posición de la válvula de mariposa en el carburador (es decir, la posición del acelerador) y el circuito de frenos. Al pisar el freno, la velocidad del ralentí se reducía a un régimen de vueltas por debajo de la velocidad de acoplamiento del embrague, evitando así la fricción al detenerse con una marcha engranada en un semáforo. Al soltar el freno, el ralentí aumentaba hasta la velocidad de arrastre del embrague. El coche avanzaba lentamente, como en los coches con transmisión automática. Esta posición de aceleración en ralentí también provocaba una mayor resistencia del motor al frenar, incluso antes de que el coche alcanzara el ralentí en una marcha, evitando así que el motor operara contra los frenos. En caso de pérdida de presión hidráulica (en el caso de una fuga de líquido del sistema), el embrague se desacoplaba para impedir la marcha, mientras que las reservas de presión de frenado permitían detener el vehículo con seguridad.
A diferencia de una transmisión automática, no existía una posición de estacionamiento en la transmisión en la que se bloqueasen las ruedas. Además, el embrague hidráulico se desacoplaba con el motor parado, por lo que el coche no podía dejar una marcha engranada al aparcar para retener el coche. La única forma de evitar que el coche se moviera (por ejemplo, si se aparcaba en una pendiente), era usar el freno de estacionamiento.

#### Manual: cuatro velocidades y cinco velocidades
El ID19, posterior y más sencillo, contaba con la misma caja de cambios y embrague, de accionamiento manual. Esta configuración se ofreció como una opción más económica para el DS en 1963. La mecánica de la caja de cambios y del embrague era completamente convencional, y se utilizaron los mismos elementos en el ID 19. En septiembre de 1970, Citroën introdujo una caja de cambios manual de cinco velocidades, además de la original de cuatro. Todas las transmisiones manuales utilizan una palanca de cambios montada en la columna de dirección.

#### Totalmente automática
En septiembre de 1971, Citroën introdujo una caja de cambios automática transmisión Borg-Warner 35 de 3 velocidades en los modelos "DS 21" y, posteriormente, "DS 23". La transmisión totalmente automática del DS nunca se comercializó en el mercado estadounidense, donde este tipo de transmisión había ganado cuota de mercado tan rápidamente que para entonces se había convertido en la mayoritaria. Muchos DS automáticos, sedanes "DS 23" con inyección de combustible y aire acondicionado, se vendieron en Australia.

### Motores

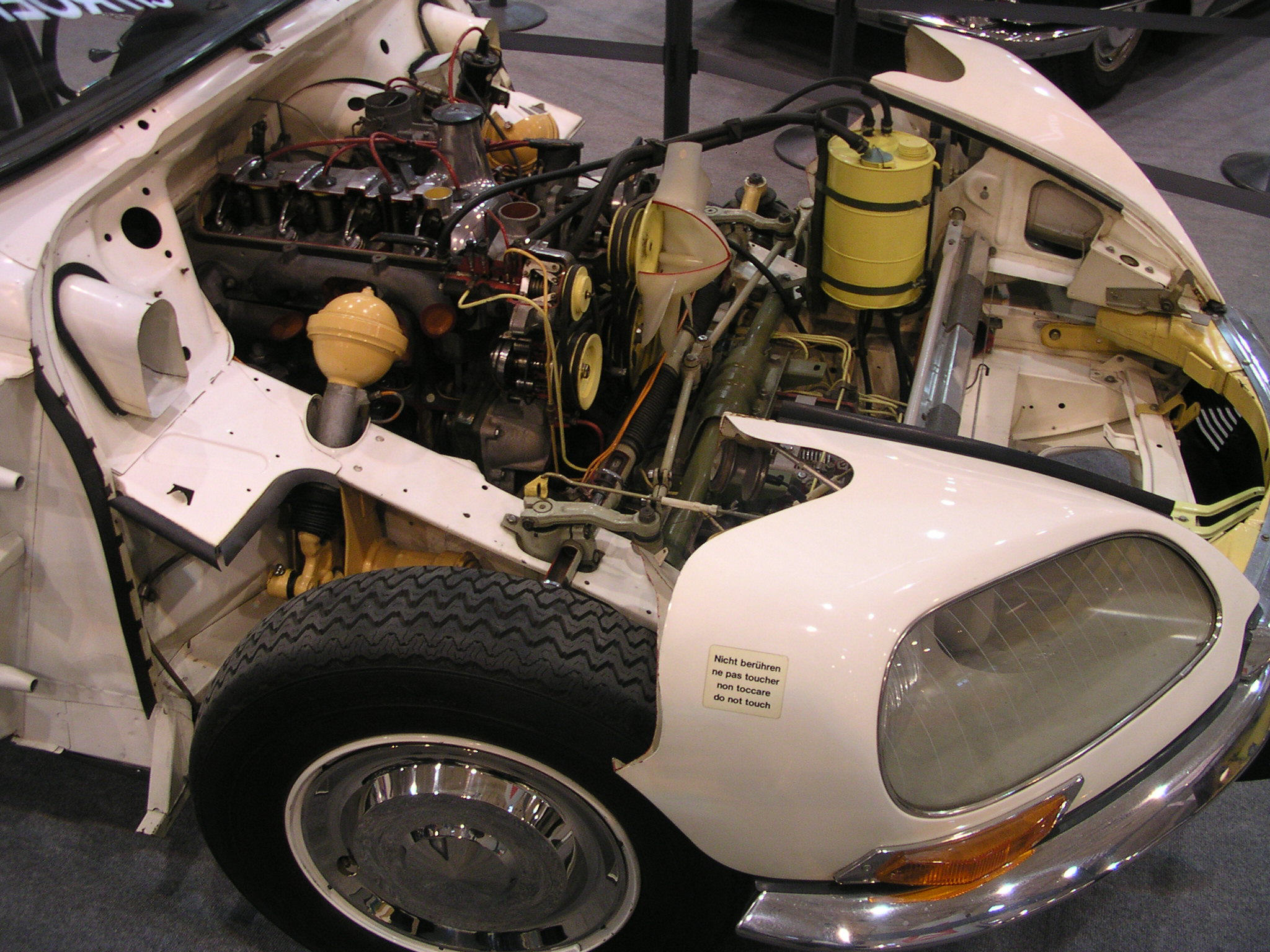
Modelo seccionado, que muestra el motor situado muy por detrás de las ruedas delanteras (disposición de "motor delantero central y tracción delantera"), y revela parcialmente la configuración de la suspensión oleoneumática

El DS se diseñó originalmente en torno a un motor plano de seis cilindros refrigerado por aire (basado en el diseño del motor bóxer bicilíndrico del 2CV), similar al motor de seis cilindros del Porsche 911. Problemas técnicos y económicos obligaron a descartar esta idea.
Por lo tanto, para un coche tan moderno, el motor del DS 19 original era anticuado, y procedía del motor del 11CV Traction Avant (modelos 11B y 11C). Era un propulsor OHV de cuatro cilindros en línea con tres cojinetes principales en el cigüeñal y camisas húmedas, con un diámetro de 78 mm (3,1 plg) y una carrera de 100 mm (3,9 plg), lo que le daba una cilindrada de 1911 cc. La culata había sido modificada. El 11C tenía una culata de hierro fundido de flujo inverso y generaba 60 HP (60,8 CV) a 3800 rpm, mientras que el DS 19 tenía una culata de aluminio de flujo cruzado con cámaras de combustión hemisféricas y generaba 75 HP (76,0 CV) a 4500 rpm.
Al igual que el Traction Avant, el DS tenía la caja de cambios montada delante del motor, con el diferencial situado entre ambos. Por ello, en algunos textos se considera al DS un coche de motor delantero central y tracción delantera..
Los motores del DS y del ID evolucionaron en sus 20 años de producción. El coche tenía poca potencia y se sometió a constantes cambios mecánicos para optimizar el rendimiento de su motor de cuatro cilindros. El motor inicial de 1911 cc con tres cojinetes principales en el cigüeñal (procedente del Traction Avant) que equipaba al DS 19, fue reemplazado en 1965 por el motor de cinco cilindros y camisas húmedas de 1985 cc y cinco cojinetes, convirtiéndose en el DS 19a (llamado DS 20 a partir de septiembre de 1969).

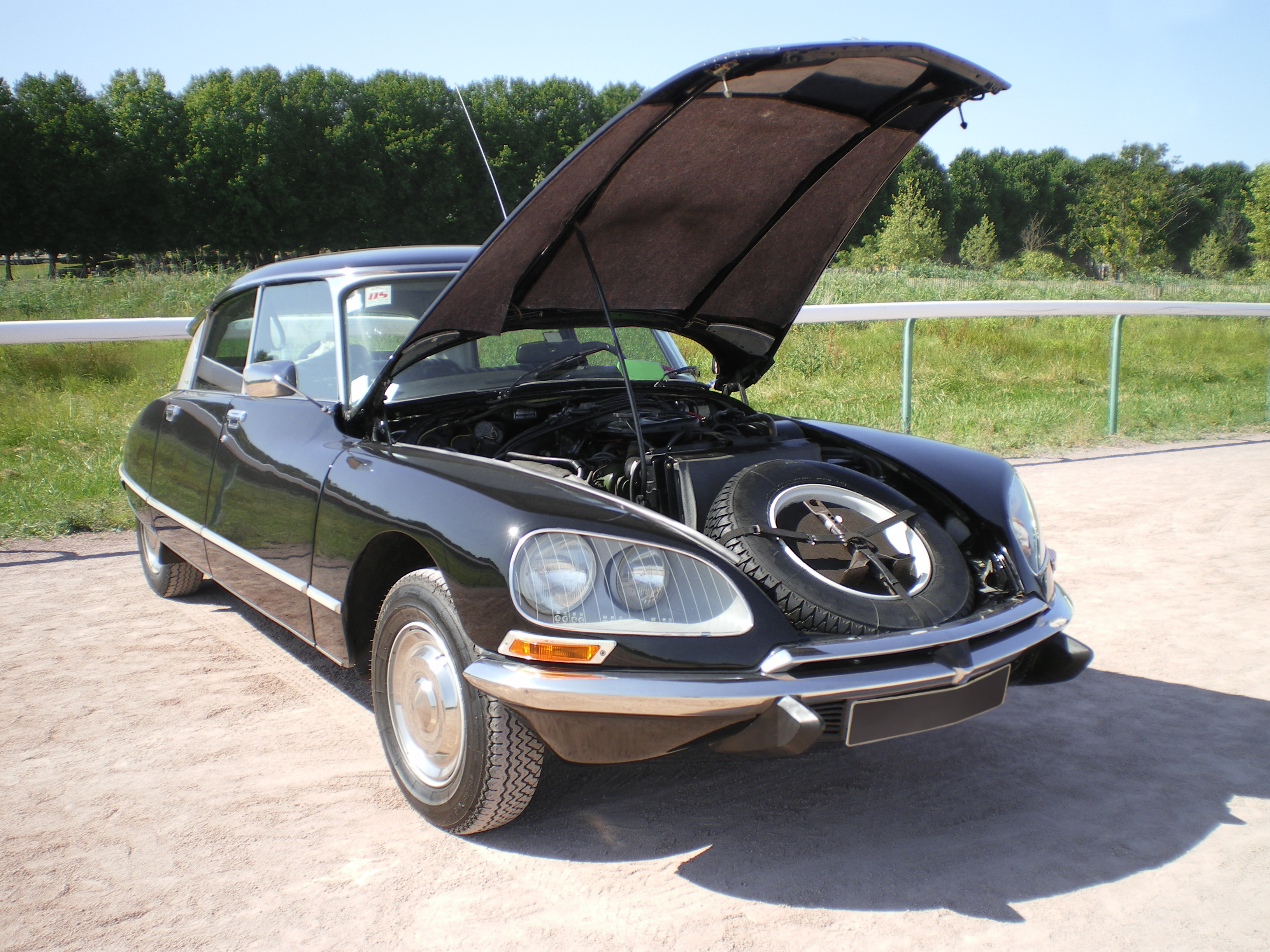
Rueda de repuesto montada bajo el capó

El DS 21 también se presentó en 1965. Disponía de un motor de 2175 cc y cinco cojinetes principales, con una potencia de 106 CV DIN. Este motor experimentó un aumento sustancial de potencia con la introducción en 1970 del sistema de inyección de combustible electrónico Bosch, lo que convirtió al DS en uno de los primeros coches producidos en serie en utilizar la inyección electrónica de combustible. La potencia de la versión con carburador también aumentó ligeramente al mismo tiempo, gracias al uso de válvulas de admisión más grandes.
Por último, en 1973 se introdujo el motor de 2347 cc y 115 HP (85,8 kW; 115 HP) del DS 23, tanto con carburador como con inyección electrónica. El DS 23 con inyección electrónica de combustible fue el modelo de producción en serie más potente, con un rendimiento de 130 CV DIN (141 HP (105,1 kW) SAE).
Los DS y sus variantes experimentaron una evolución similar, generalmente con un retraso de aproximadamente un año con respecto al DS. Los modelos ID berlina nunca incorporaron el motor DS 23 ni la inyección de combustible, aunque las versiones familiares incorporaron la versión con carburador del motor DS 23 cuando se introdujo, complementando al DS20 Break/Familiale.
El modelo ID tope de gama, el DSuper5 (DP), incorporó el motor DS21 (el único modelo que lo conservó) para el año 1973 y se asoció a una caja de cambios de cinco velocidades. No debe confundirse con el DSuper de 1985 cc, equipado con una caja de cambios opcional de cinco velocidades de baja relación, ni con el anterior DS21M (DJ) de cinco velocidades.

## En la cultura popular
- El presidente Charles de Gaulle sobrevivió a un intento de asesinato en Le Petit-Clamart, cerca de París, el 22 de agosto de 1962, planeado por el veterano de la guerra de Independencia de Argelia, Jean-Marie Bastien-Thiry. El plan consistía en emboscar la comitiva con ametralladoras, inutilizar los vehículos y luego acercarse para matar al general. De Gaulle elogió la inusual capacidad de su Citroën DS sin blindaje para salvarle la vida: el coche, acribillado a balazos y con dos neumáticos pinchados, logró escapar a toda velocidad. Posteriormente, De Gaulle juró no volver a viajar en ningún otro coche.[87] Este suceso fue recreado en la película "El día del Chacal" de 1973.

- El Citroën DS 19 Décapotable Usine de 1961, fabricado por Henri Chapron, atrajo la atención del nuevo modelo gracias a su destacada aparición en una película, cuando el propio Cary Grant telefoneó a la empresa automovilística francesa Citroën para encargar un coche nuevo para la película Suave como el visón de 1962.[89][90]

- El coche que usa el villano homónimo en la comedia francesa de 1965 Fantomas vuelve es un Citroën DS modificado, con capacidad para volar.

- En la serie de televisión estadounidense de los años 1990, Buffy Cazavampiros, Rupert Giles (el Vigilante de Buffy) posee y conduce un DS de 1963.

## Legado
El valor del Citroën DS se ha mantenido al alza entre los coleccionistas. Un DS 23 Injection Electronique "Decapotable" (Chapron Convertible) de 1973 se vendió por 176.250 euros (209.738 dólares) en el Rétromobile organizado por Christie's en febrero de 2006. Un coche similar vendido por Bonhams en febrero de 2009 alcanzó los 343.497 euros (440.436 dólares). El 18 de septiembre de 2009, Bonhams vendió un DS21 Decapotable Usine de 1966 por 131.300 libras esterlinas. Bonhams vendió otro DS21 Decapotable (de 1973) el 23 de enero de 2010 por 189.000 libras esterlinas.
Citroën fue la marca destacada del Museo del Automóvil Mullin durante los años 2017 y 2018, y el DS hizo su primera aparición en el Concurso Pebble Beach en 2018.
El lugar del DS en la sociedad francesa quedó demostrado en París el 9 de octubre de 2005 con la celebración del 50 aniversario de su lanzamiento, con un total de 1600 automóviles DS desfilando frente al Arco de Triunfo de París.
En 2009, el Grupo PSA creó la nueva marca DS Automobiles, concebida como variantes de alta calidad y altas especificaciones de los modelos existentes, con diferentes mecánicas y carrocerías. Esta marca se presentó con tres modelos: el DS3, el DS4 y el DS5. El DS3, lanzado en marzo de 2010, está basado en el nuevo C3 de Citroën, pero es más personalizable y exclusivo, con cierto parecido al DS original, con su pilar lateral con forma de "aleta de tiburón".

## Cifras de producción

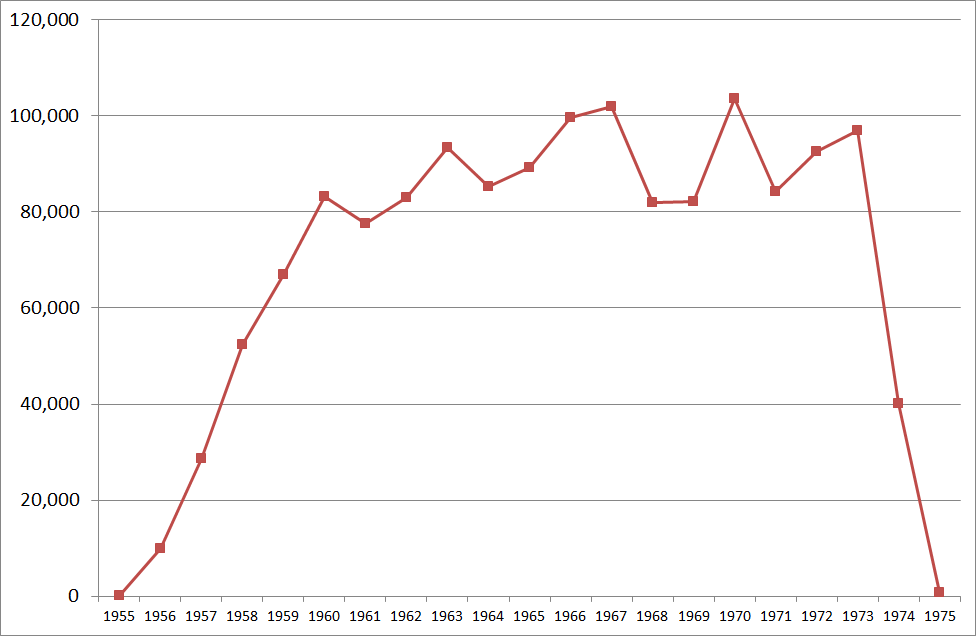
Gráfica de las producciones anuales del Citroën DS

La siguiente lista recoge las cifras de producción anuales del Citroëm DS:
- 1955: 69
- 1956: 9.868
- 1957: 28.593
- 1958: 52.416
- 1959: 66.931
- 1960: 83.205
- 1961: 77.597
- 1962: 83.035
- 1963: 93.476
- 1964: 85.379
- 1965: 89.314
- 1966: 99.561
- 1967: 101.904
- 1968: 81.860
- 1969: 82.218
- 1970: 103.633
- 1971: 84.328
- 1972: 92.483
- 1973: 96.990
- 1974: 40.039
- 1975: 847